# Dhieu Deing
Dhieu Abwok Deing (Lafayette, 28 agosto 2001) è un cestista statunitense con cittadinanza sudsudanese.

## Carriera

### Nazionale
Con la nazionale sudsudanese è stato convocato per il Campionato africano del 2021.